# 도널 매캔
도널 매캔(영어: Donal McCann, 1943년 5월 7일 ~ 1999년 7월 17일)은 아일랜드의 배우이다.
더블린에서 나고 죽었다. 사인은 췌장암이다.

## 영화
- 더 네퓨 (1998년)
- 일루미나타 (1998년)
- 뱀의 키스 (1997년)
- 스틸링 뷰티 (1996년) - 이안 역
- 이노센트 라이즈 (1995년)
- 두번째 이별 (1991년) - 샘 역
- 디셈버 브라이드 (1990년)
- 유령 호텔 (1988년)
- 죽은 자들 (1987년)
- 로헤드 렉스 (1986년)
- 미스터 러브 (1985년)
- 칼의 고백 (1984년) - 샤미 역
- 엔젤 (1982년)
- 더 하드 웨이 (1979년)
- 맥킨토시의 사나이 (1973년)
- 죄 많은 더베이 (1969년)